# كاميرون بيترسون
كاميرون بيترسون (بالإنجليزية: Cameron Peterson)‏ هو دراج أسترالي، ولد في 4 ديسمبر 1983.

## وصلات خارجية
- كاميرون بيترسون على موقع الاتحاد الدولي للدراجات (الإنجليزية)
- كاميرون بيترسون على موقع أرشيف الدراجات (الإنجليزية)
- كاميرون بيترسون على موقع إحصائيات الدراجات الإحترافية (الإنجليزية)
- كاميرون بيترسون على موقع نسبة الدراجات (الإنجليزية)